# Închisoarea popoarelor
Închisoarea națiunilor (în rusă: Тюрьма́ наро́дов) este o frază folosită pentru prima dată de Vladimir Ilici Lenin în 1914. El a aplicat-o Rusiei, descriind politica națională de atunci. Ideea de a numi Rusia închisoare se bazează pe cartea La Russie en 1839, scrisă de Astolphe Louis Leonor, marchiz de Custine.